# Єрмаков Афанасій Іванович
Афанасій Іванович Єрмаков (1905—1967) — учасник Німецько-радянської війни, кулеметник 716-го стрілецького полку 157-ї стрілецької дивізії 64-ї армії Південно-Західного фронту, рядовий. Герой Радянського Союзу (1942).

## Біографія
Народився 15 травня 1905 року в селі Алгасово (нині — Моршанського району Тамбовської області).
Закінчив 4 класи школи. До війни працював у колгоспі, потім на заводі.
У Червоній армії з 1941 року. У діючої армії в період Німецько-радянської війни — з липня 1942 року.
27 липня 1942 року відзначився у складі 716 стрілецького полку, стримуючи натиск гітлерівців, які прорвалися на лівий берег Дону на Цимлянському напрямку в районі Красний Яр. Рядовий кулеметник Єрмаков знову відзначився 7 серпня 1942 року, обороняючи з групою бійців висоту 89,9 біля населеного пункту Новоаксайське. В цьому бою А. Єрмаков знищив більше сотні гітлерівців.
Усього за час боїв із 22 липня по 9 вересня 1942 року рядовий Єрмаков вогнем свого кулемета вивів з ладу понад 300 солдатів і офіцерів противника. У боях під Сталінградом він був прикладом героїзму, мужності та самовідданості. Після боїв на Волзі воював на інших фронтах. Був неодноразово поранений.
Демобілізувався з армії у званні лейтенанта. Жив і працював у місті Жданові (нині Маріуполь, Україна).
Помер 19 червня 1967 року.

## Нагороди

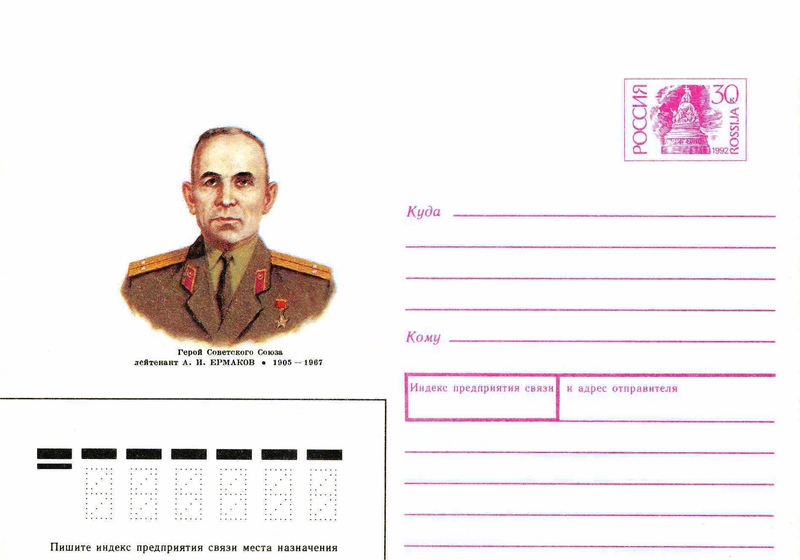
Поштовий конверт Росії, 1992 рік

- Указом Президії Верховної Ради СРСР від 5 листопада 1942 року за зразкове виконання бойових завдань командування на фронті боротьби з німецькими загарбниками і проявлені при цьому відвагу і геройство Афанасій Іванович Єрмаков був удостоєний високого звання Героя Радянського Союзу з врученням ордена Леніна і медалі «Золота Зірка» (№ 753)[1].
- Нагороджений орденом Леніна та медалями.

## Пам'ять
- Ім'я Героя носить вулиця в Краснооктябрському районі міста Волгограда[2].
- У 1992 році був випущений поштовий конверт Росії, присвячений Єрмакову.
- Під час війни про Єрмакова були написані вірші[3]: